# Jaroslav Vojta
Jaroslav Vojta (ur. 27 grudnia 1888 w Kutnej Horze, zm. 20 kwietnia 1970 w Pradze) – czeski aktor. W latach 1921–1970 zagrał w ponad 90 filmach.

## Wybrana filmografia
- 1930: Święty Wacław
- 1931: Chłopcy z rezerwy
- 1932: U nás v Kocourkově
- 1936: Komediantská princezna
- 1938: Bracia Hordubalowie
- 1938: Cech panien kutnohorskich
- 1940: Muzikantská Liduška
- 1941: Turbina
- 1946: Nezbedný bakalář
- 1949: Szalona Barbara
- 1951: Błysk przed świtem
- 1951: Wesoła trójka
- 1952: Mistrz Alesz
- 1953: Komedianti
- 1955: Psiogłowcy
- 1955: Orkiestra z Marsa
- 1956: Jan Žižka
- 1956: Igraszki z diabłem
- 1957: Przeciw wszystkim

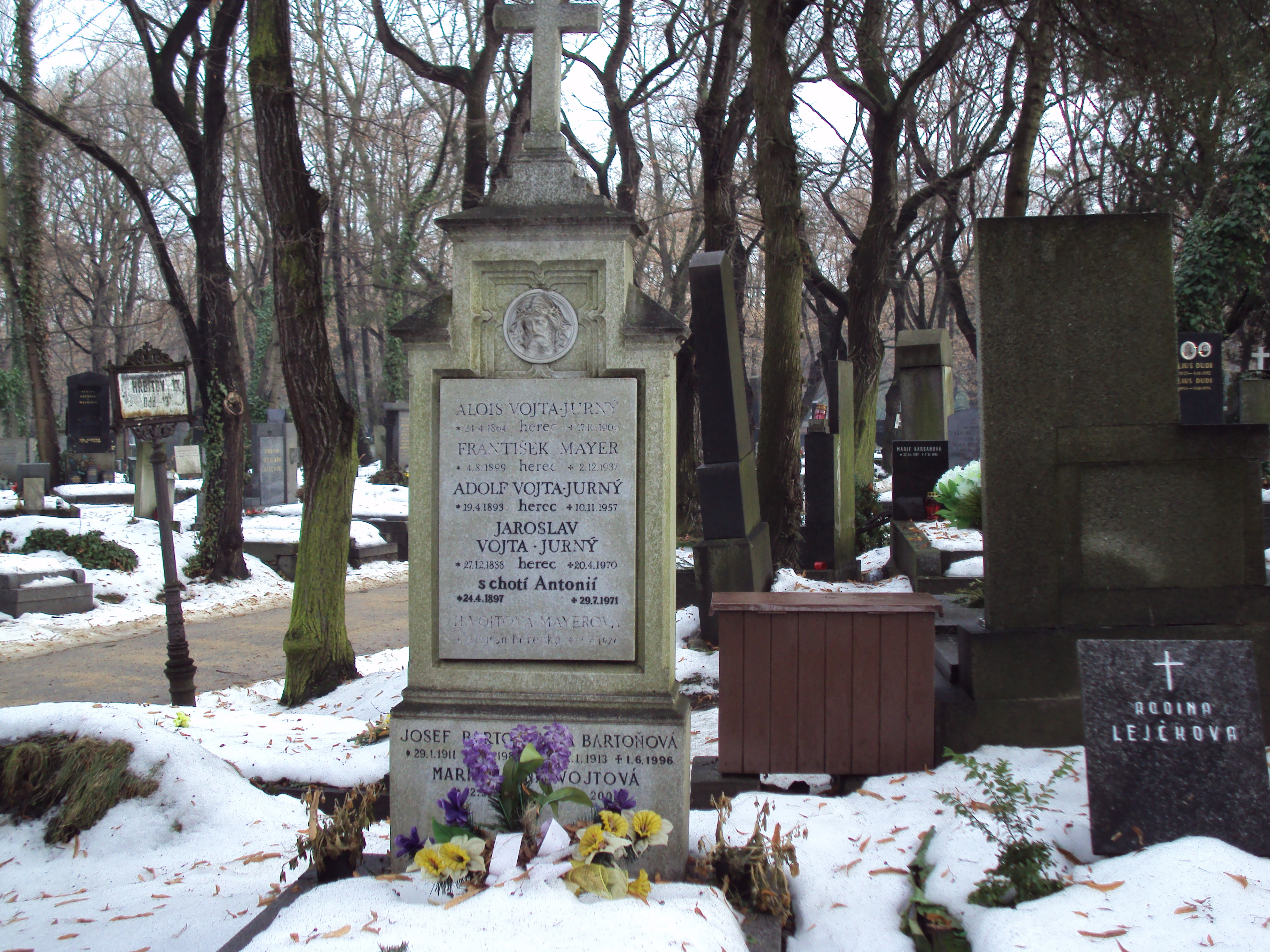
Nagrobek Vojty

- 1958: Melduję posłusznie, że znowu tu jestem!
- 1959: První parta
- 1961: Gdzie rzeki błyszczą w słońcu
- 1964: Między nami złodziejami
- 1965: Alibi na wodzie